# Belalu, Beltangadi
Belalu là một làng thuộc tehsil Beltangadi, huyện Dakshina Kannada, bang Karnataka, Ấn Độ.